# 西都原運動公園野球場
西都原運動公園野球場（さいとばるうんどうこうえん やきゅうじょう）は、宮崎県西都市の西都原運動公園内にある野球場。同市が運営・管理を行っている。

## 歴史
1977年完成。近年はプロ野球・東京ヤクルトスワローズのファーム（二軍）が、春季キャンプ地として使用している。2007年から2011年、2013年と韓国プロ野球・斗山ベアーズも春季キャンプ地として使用していた（秋季キャンプは2006年から2018年まで実施）。2020年度に改修工事を実施。
2023年より九州アジアリーグに加盟する宮崎サンシャインズが主催試合を実施し（1月26日発表の日程表では17試合）、最終的には日程変更の振替で使用球場の中で最多となる21試合を開催した。

## 施設概要
- 面積：18,000平方メートル
- 両翼：95m[4]、中堅：120m[4]
- 内野：クレー舗装、外野：天然芝
- 照明塔：4基
- スコアボード：LED

## 交通
- 宮崎空港2番バスのりば、宮交シティバスセンター（JR南宮崎駅より徒歩約5分）2番のりばから宮崎交通バス「西都バスセンター」行で終点、「西都バスセンター」下車後、タクシーで約5分